# 卯稳国
卯稳国（1956年7月—），男，汉族，云南富源人，中华人民共和国政治人物。

## 生平
1975年4月参加工作，1978年11月加入中国共产党。历任云南省富源县委副书记，马龙县委副书记、县长，云南省曲靖行署计委主任，云南省发展计划委员会副主任。
2001年2月，任云南省思茅地委副书记、行署专员。2004年3月，任云南省思茅市委副书记、市长。同年12月，改任迪庆藏族自治州委书记。2007年3月，任云南省委副秘书长、办公厅主任。2012年8月，任云南省人民政府秘书长、党组成员、办公厅党组书记。2015年1月，补选为云南省人大常委会副主任 。